# Чотирбоки (станція)
Чотирбоки — проміжна станція 5-го класу Жмеринської дирекції Південно-Західної залізниці (Україна) на дільниці Шепетівка — Старокостянтинів I між зупинними пунктами Мокіївці (відстань — 5 км) і Вербівці (7 км). 
Відстань до станції Шепетівка — 24 км, до станції Старокостянтинів I — 46 км.
Розташована в однойменному селі Шепетівського району Хмельницької області.
Відкрита 1914 року.

## Галерея

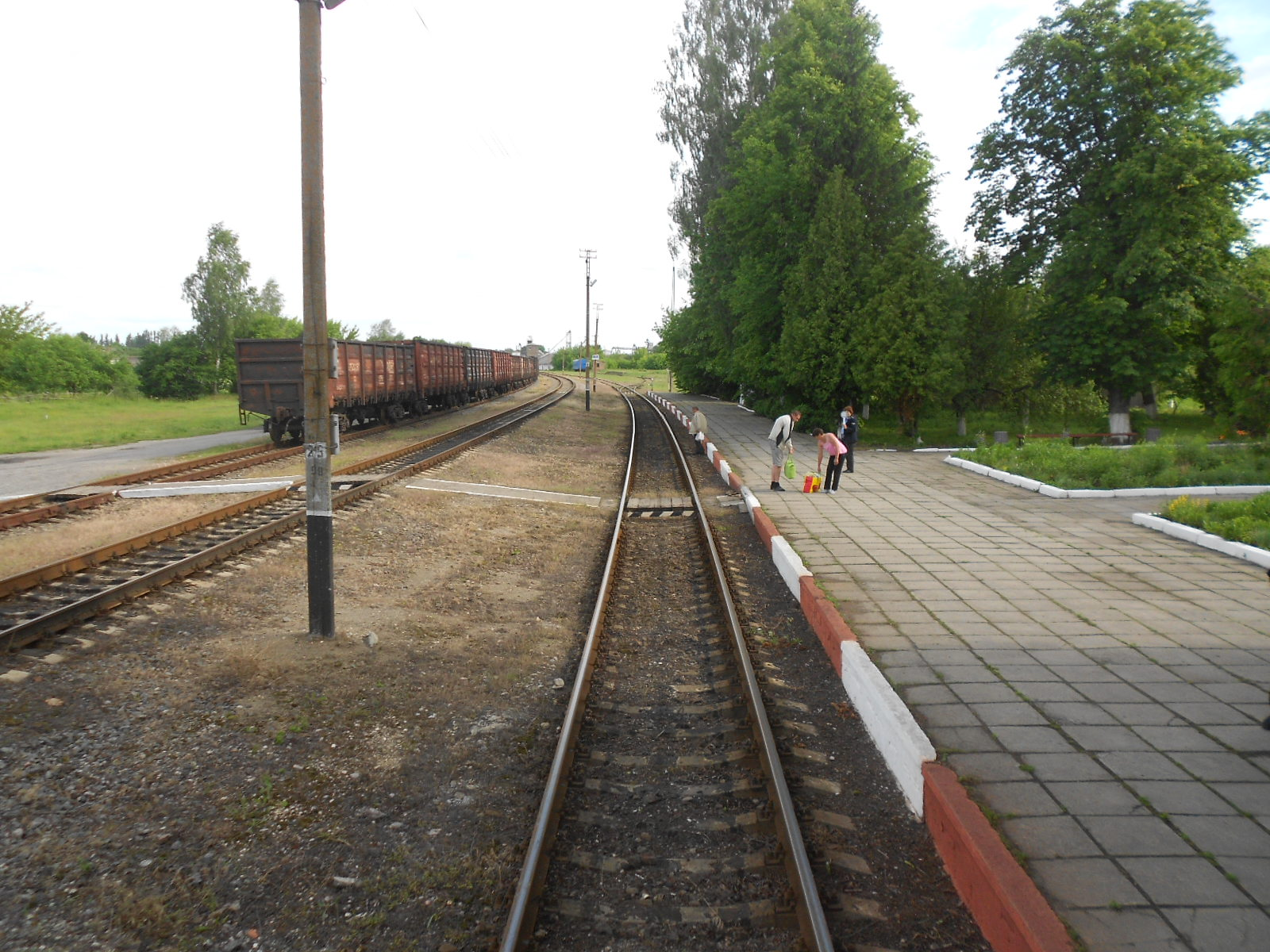
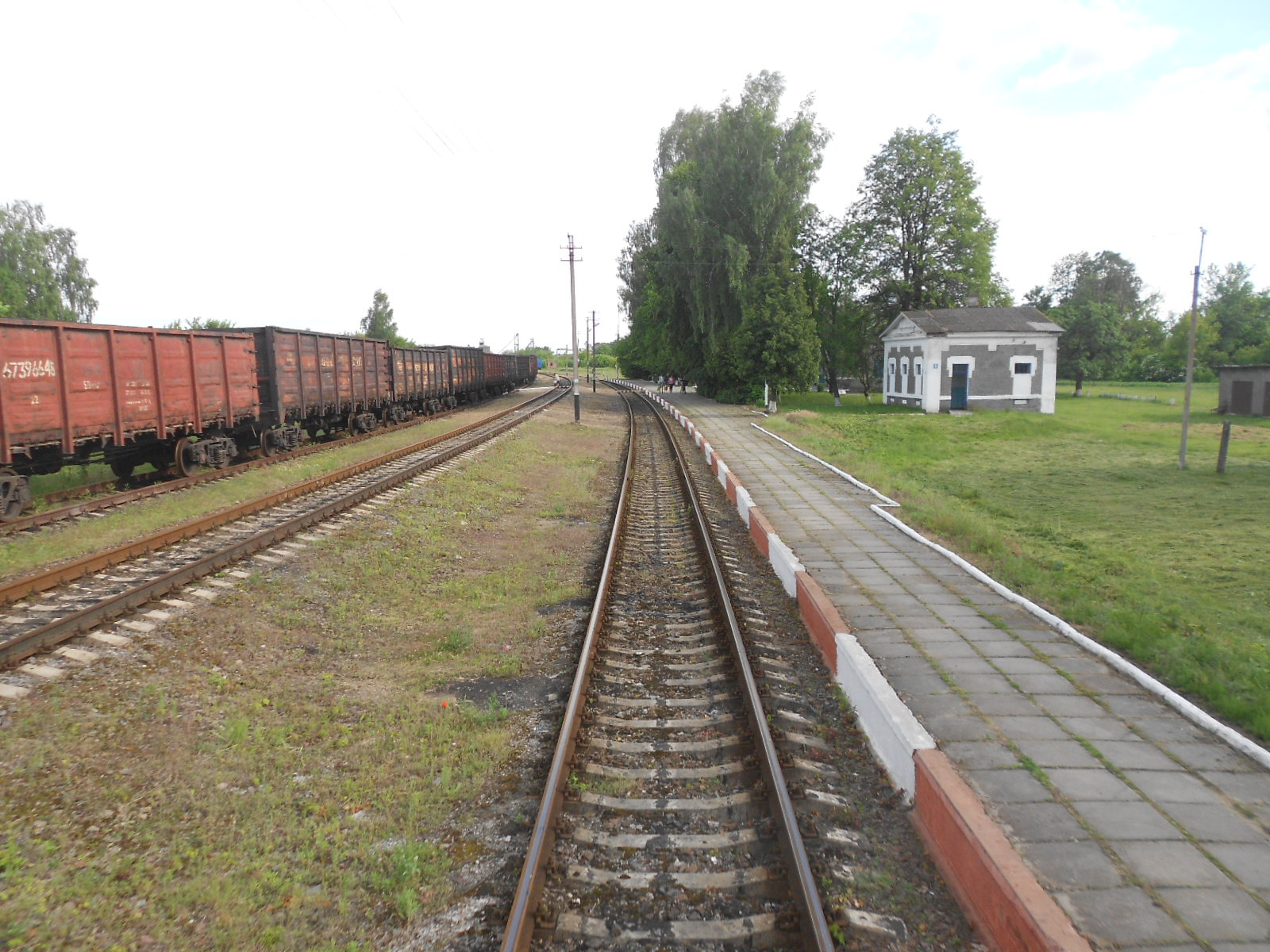
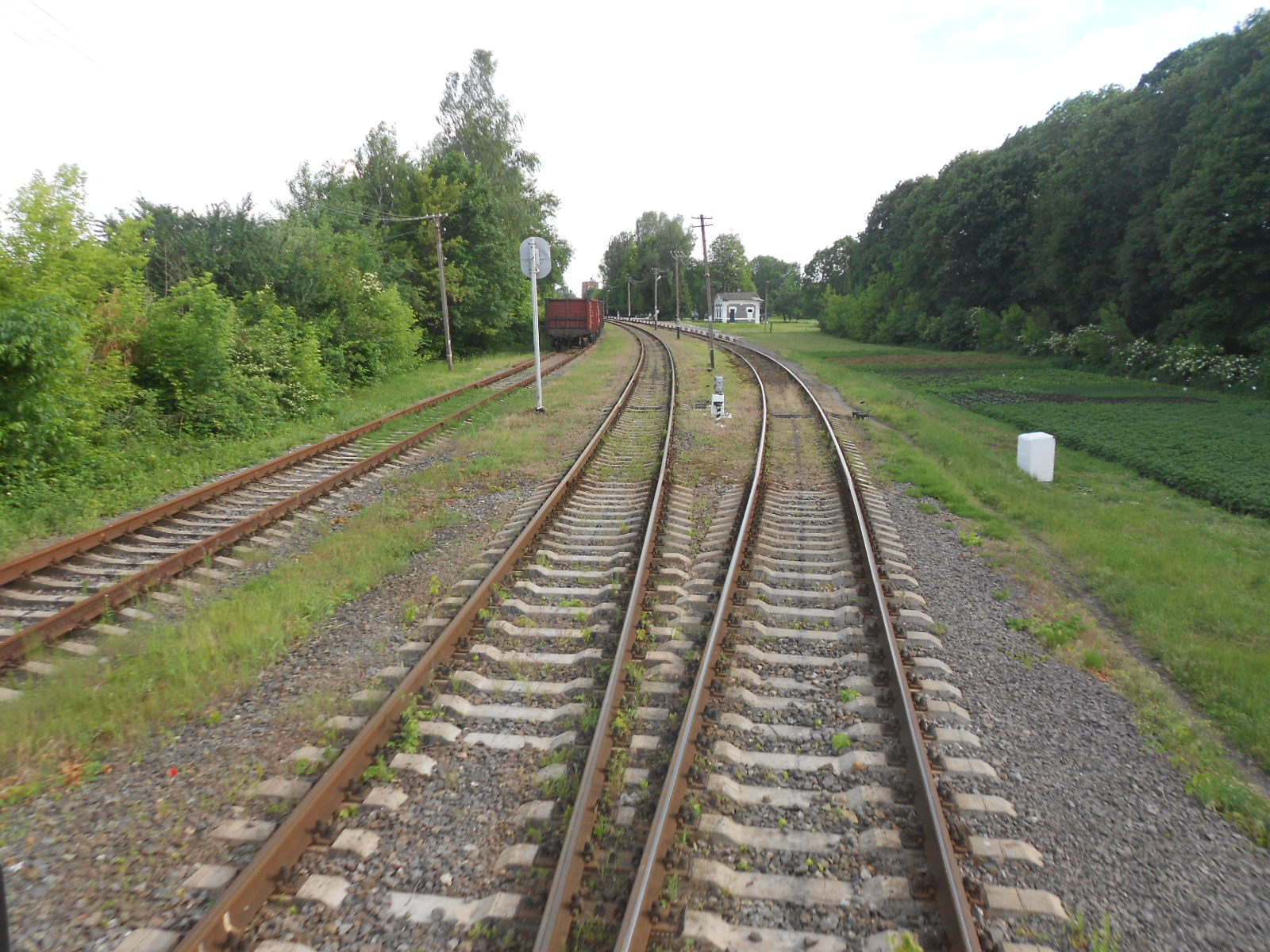
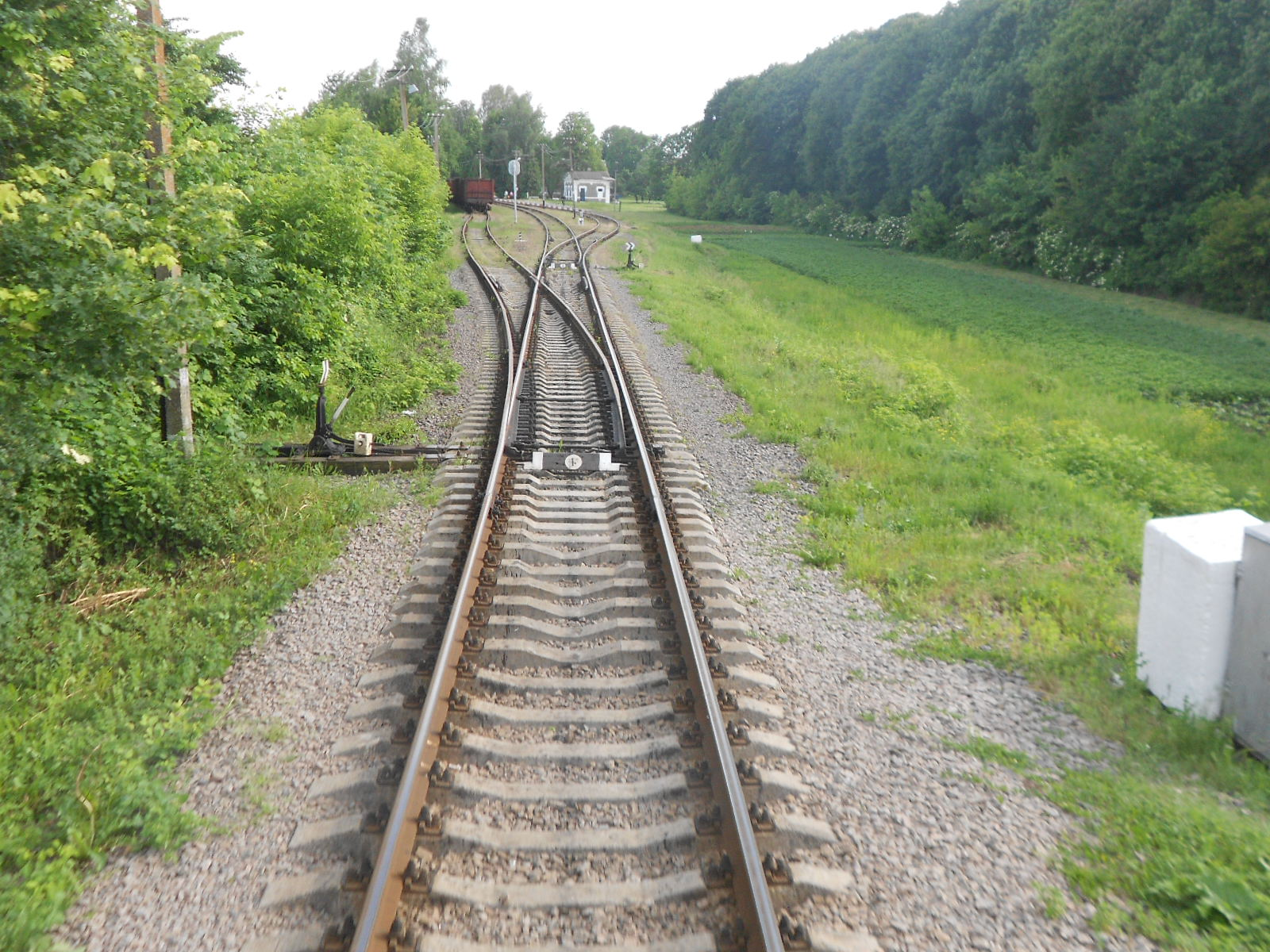